# Neotenogyniidae
Famille
Les Neotenogyniidae  Kethley, 1974 sont une famille d'acariens Mesostigmata Antennophorina. Elle est composée de deux genres monotypiques.

## Classification
- Neotenogynium Kethley, 1974 1er
- Sternoseius Balough, 1963 1er